# Santeri Levas
Benno Alexander (Santeri) Levas (Helsinki, 8 février 1899 – 10 mars 1987) est un photographe et écrivain finlandais, connu pour ses livres sur le compositeur Jean Sibelius.

## Biographie
Santeri Levas est né à Helsinki, Grand-Duché de Finlande, en 1899, dans la famille de Nicolai Lehmann et Hertta née Piispanen. Durant sa carrière, il était principalement au service de Kansallis-Osake-Pankki (1923–1962) en tant que commis à la correspondance et directeur de département. Au milieu des années 1920, il a commencé à publier à la fois des faits et de la fiction, d'abord sous des pseudonymes. Levas a obtenu un master en arts (1936) et fut un traducteur assermenté.
Levas a longtemps été secrétaire privé de Jean Sibelius, de 1938 jusqu'à sa mort en 1957. Au cours de leurs discussions, il a pu noter du matériel unique pour une biographie du maître, mais il a été convenu que le livre ne devrait être publié qu’après la mort du compositeur.
En 1945, cependant, Levas publie un livre photographique sur la résidence Sibelius, Ainola, à Järvenpää. Des éditions séparées ont été publiées en finnois et en suédois. La deuxième édition, Jean Sibelius and His Home, de 1955 présentait le texte en quatre langues.
L'œuvre principale de Levas, la biographie en deux volumes de Sibelius, a été publiée pour la première fois en finnois en 1957-1960, et traduite en anglais dans une version abrégée, Sibelius : A Personal Portrait, en 1972. Il a également publié une biographie de Clara et Robert Schumann et plusieurs livres de voyage, observant et documentant la vie dans l'Allemagne et l'Autriche d'après-guerre.
Dans les années 1940-1950, Levas était président de la Société photographique d'Helsinki et plus tard de la Société photographique finlandaise. Il était également membre honoraire de la Fédération Internationale de l'Art Photographique et associé de la Royal Photographic Society (ARPS). Ses photographies et ses écrits ont été publiés en Suède, en Allemagne, en Autriche et en Suisse.
Santeri Levas est décédé à l'âge de 88 ans à Helsinki.

## Sources
- (fi) Liukkonen, Voitto (ed.): Suuri kansalaishakemisto II (p. 135). Kustannusosakeyhtiö Puntari 1967.